# La Blague la plus drôle du monde
La Blague la plus drôle du monde (The Funniest Joke in the World) est un sketch des Monty Python faisant partie de la série télévisée Monty Python's Flying Circus et diffusé pour la première fois le 5 octobre 1969.
Ce sketch est articulé autour d'une blague si drôle que quiconque la lit meurt immédiatement de rire.

## Synopsis
L'histoire a lieu pendant la Seconde Guerre mondiale, lorsqu'un écrivain débutant, Ernest Scribbler (joué par Michael Palin), crée la blague la plus drôle du monde et meurt immédiatement de rire. Sa mère, jouée par Eric Idle, lit le texte et meurt également. D'autres gens essayent de la lire, mais tous meurent de rire.
Finalement, l'armée britannique récupère le texte et le traduit avec soin en allemand, espérant ainsi l'utiliser comme arme. Puisque la blague est mortelle, chaque traducteur ne peut traduire qu'un mot. L'un d'entre eux, ayant vu deux mots, a dû « rester alité durant plusieurs semaines ». La blague, en allemand, est la suivante : « Wenn ist das Nunstück git und Slotermeyer? Ja! Beiherhund das Oder die Flipperwaldt gersput ». Ce texte ne veut rien dire en allemand.
Face à l'efficacité de la blague britannique, l'armée allemande crée sa propre blague, en anglais : « Zere vere zwei peanuts valking down der Straße, and von vas assaulted... peanut. » (« Y avait deux cacahuètes qui marchaient dans la rue, et une a été attaquée... cacahuète ») ou bien « one was a salted... peanut » (« une était une cacahuète... salée »).
À la fin de la guerre, la blague est bannie par la Convention de Genève et enterrée pour ne plus nuire.